# Niedźwiady Duże
Niedźwiady Duże (do 2012 Niedźwiady) – wieś w Polsce położona w województwie wielkopolskim, w powiecie konińskim, w gminie Ślesin.
| SIMC    | Nazwa           | Rodzaj    |
| ------- | --------------- | --------- |
| 0297075 | Niedźwiady Małe | część wsi |

W latach 1975–1998 miejscowość należała administracyjnie do województwa konińskiego.
W 2012 r. zmieniono urzędowo nazwę miejscowości z Niedźwiady na Niedźwiady Duże.